# Список дипломатических миссий на Сейшельских Островах

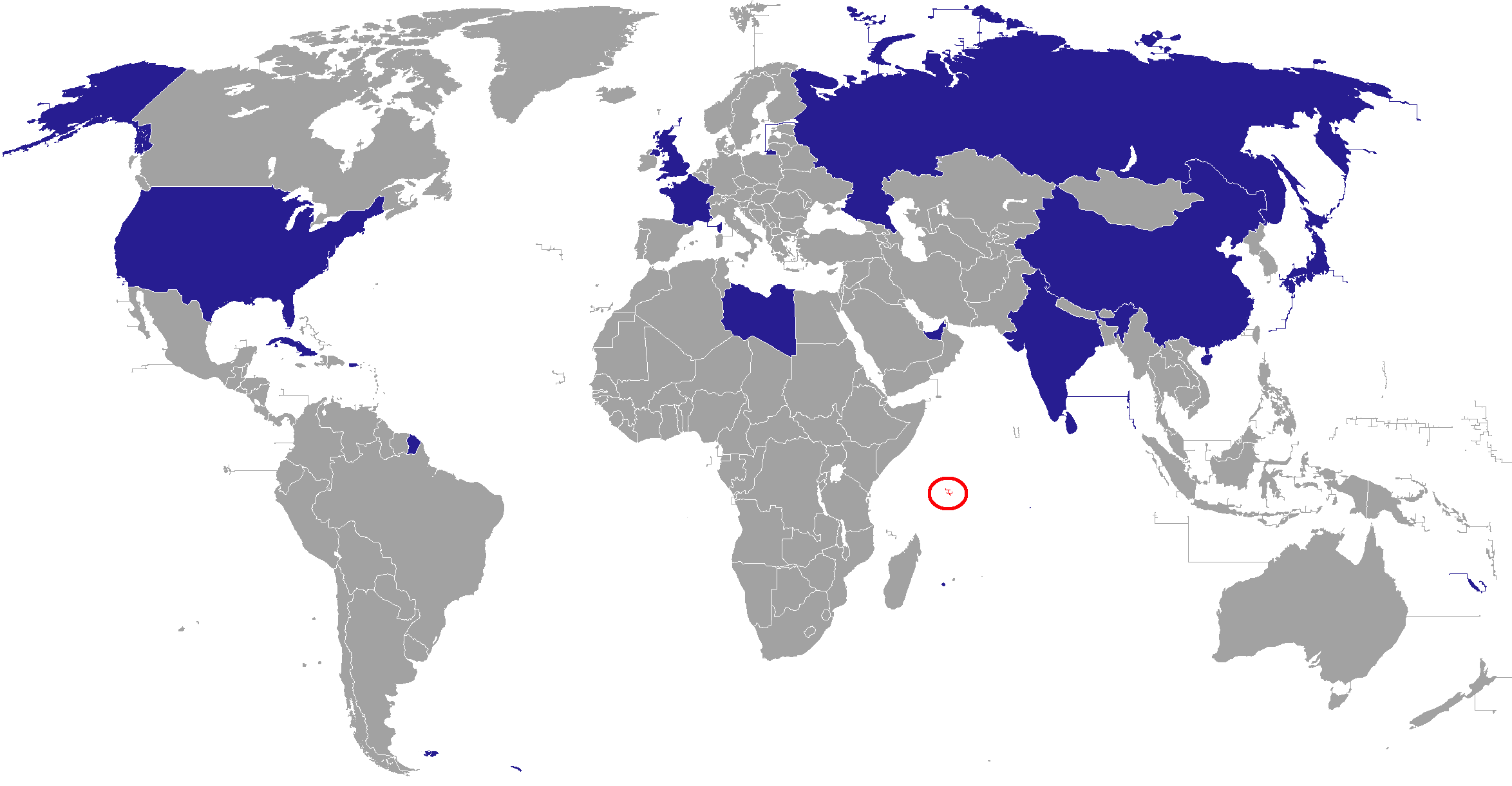
Карта стран, у которых есть дип. представительства на Сейшельских Островах

Это список дипломатических миссий на Сейшельских Островах. В настоящее время в городе Виктория расположены 11 посольств и высших комиссий. На Сейшельских Островах аккредитованы послы нескольких других стран, большинство из которых проживают в Найроби (Кения).

## Посольства и высшие комиссии в Виктории
| - Китай - Куба - Франция - Индия - Япония - Ливия | - Россия - Шри-Ланка - ОАЭ - Великобритания - США |

## Посольства-нерезиденты и высшие комиссии, аккредитованные на Сейшельских островах

### Аддис-Абеба
| - Республика Конго - Чехия - Гвинея - Новая Зеландия - Сербия | - Республика Корея - Испания - Тунис - Украина |

### Антананариву
| - Алжир - Ватикан | - Индонезия - Иран |

### Дар-эс-Салам
| - Ангола - Бразилия - Канада - Ирландия - Малави | - Йемен - Норвегия - Государство Палестина - Руанда |

### Найроби
| - Аргентина - Австрия - Бельгия - ДР Конго - Дания - Египет - Эфиопия - Финляндия - Германия - Греция - Ирак - Израиль - Италия - Мексика - Марокко | - Нидерланды - Нигерия - Оман - Филиппины - Польша - Португалия - Сьерра-Леоне - Словакия - Швеция - Швейцария - Танзания - Таиланд - Турция - Уганда - Замбия |

### Нью-Дели
| - Афганистан - Камбоджа - Исландия | - Лаос - Катар |

### Порт-Луи
| - Австралия - Бангладеш - Мадагаскар | - Пакистан - ЮАР |

### Претория
| - Хорватия - Гана - КНДР - Лесото - Мали | - Мозамбик - Парагвай - Венесуэла - Зимбабве |

### Иные населённые пункты
| - Фиджи (Абу-Даби) - Габон (Либревиль) - Ливан (Либревиль) - Мальдивы (Коломбо) - Малайзия (Хараре) - Мальта (Валетта) | - САДР (Алжир) - Сенегал (Дакар) - Сингапур (Сингапур) - Эсватини (Мапуто) - Вануату (Канберра) - Вьетнам (Мапуто) |